# Piper parong
Piper parong är en pepparväxtart som beskrevs av Eduardo Quisumbing y Argüelles. Piper parong ingår i släktet Piper och familjen pepparväxter. Inga underarter finns listade i Catalogue of Life.